# Naruto Uzumaki
Naruto Uzumaki (うずまきナルト Uzumaki Naruto?) es el personaje protagonista del manga y anime Naruto, creado por el mangaka Masashi Kishimoto. En un principio, Kishimoto quería crear un personaje que resultara «simple y estúpido», aunque luego lo dotó con un «pasado oscuro» para, según sus propias palabras, hacerlo único. El diseño inicial se modificó varias veces, cambiando constantemente su vestuario para darle un aspecto más llamativo y facilitar el proceso de dibujo.
Tanto en el manga como en el anime, Naruto es un ninja de Konoha y forma parte del «Equipo 7», compuesto por Sasuke Uchiha, Sakura Haruno y su líder y sensei, Kakashi Hatake. Más tarde, Sasuke abandona el equipo tras huir de la aldea en busca de Orochimaru, así que posteriormente es reemplazado en el grupo por Sai. Al principio, los aldeanos de Konoha odiaban a Naruto debido a que este tiene sellado en su interior al Zorro de Nueve Colas (九尾の狐 Kyūbi no Yōko?) llamado por su nombre verdadero Kurama, una bestia que había atacado a Konoha anteriormente. Así, estos sentimientos provocaron que el personaje aspirara a convertirse en el Hokage de la aldea, con el fin de obtener su reconocimiento. Por otra parte, Naruto mantiene una personalidad alegre e hiperactiva a lo largo de la trama, lo cual le permite trabar pronta amistad con varios ninjas de Konoha y de otras aldeas. Posteriormente, se revela que su padre era el Cuarto Hokage, Minato Namikaze, el cual había sellado la parte Yang de Kurama en el interior de su hijo para salvar a la aldea de ser destruida. Mientras que su madre era Kushina Uzumaki, una ninja del País del Remolino que había sido llevada a Konoha para convertirse en el jinchūriki de Kurama. Finalmente es el Séptimo Hokage (七代目火影, Nanadaime Hokage; que significa "Séptima Sombra del Fuego") de Konoha.
Al ser el protagonista, Naruto aparece en todas las películas de la serie así como en otros medios relacionados con la franquicia, entre ellos videojuegos, animaciones originales y numerosas publicaciones de anime y manga que, adicionalmente, han criticado de forma positiva al personaje. Algunos especialistas lo comparan con personajes estelares del género shōnen. Mientras que otros han elogiado su personalidad y su desarrollo en la serie. Asimismo, Naruto mantiene una alta popularidad entre los fanes, figurando entre los primeros puestos de preferencias del público lector. Además, se han lanzado varios accesorios a la venta que guardan semejanza con Naruto, imitando principalmente su apariencia en las dos temporadas vigentes, incluyendo figuras de acción, peluches de felpa y llaveros.

## Creación y concepción

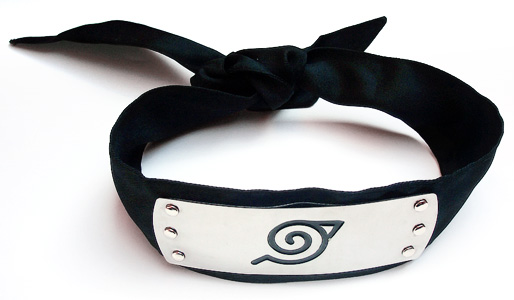
Imagen de un protector similar al usado por Naruto en la serie.

Al crear a Naruto, Kishimoto incorporó en él una serie de rasgos que sentía lo hacían un «héroe ideal»: una forma sencilla de pensar, un poco travieso y con el talante que posee el protagonista de la franquicia de Dragon Ball, Son Gokū. Al mismo tiempo, se aseguró primordialmente que este fuese «simple y estúpido», aunque luego decidió añadirle un pasado en torno a un «contexto oscuro» con tal de volverlo un personaje único. Si bien lo anterior crearía cierta complejidad en Naruto, el mangaka estaba interesado en dotarlo con una actitud optimista e infantil, un aspecto que consideró lo volvería único. Asimismo, el diseño inicial del personaje fue modificado varias veces, por lo que Naruto usaba ropa distinta constantemente, esto con el principal propósito de volverlo más atractivo para las audiencias occidentales, además que no hubiese dificultad al momento de dibujarlo.
El vestuario de Naruto se basa en la ropa que utilizaba el mismo Kishimoto cuando era joven; el color naranja de sus prendas se debe a que el autor determinó que era el más adecuado para combinarlo con el azul. Debido a que el personaje frecuentemente es relacionado con espirales, se introdujeron ciertos patrones de líneas curvas en su vestimenta. En las ilustraciones iniciales del personaje, este era dibujado con botas, pero el autor decidió sustituirlas por las habituales sandalias de los ninjas, excusándose en su afección por dibujar los dedos de los pies de los personajes. Las antiparras que Naruto usaba al comenzar la obra también fueron sustituidos con un protector shinobi, puesto que dibujar las gafas le tomaba demasiado tiempo. Poco después, Kishimoto aseguró sentirse satisfecho que su personaje tuviese el cabello rubio y los ojos azules.
En el diseño del protagonista para la segunda parte, Kishimoto señaló que se había dado a la tarea de ampliar el protector de la frente de este para que las cejas le resultaran más fáciles de dibujar, algo que le había molestado en su diseño anterior. Asimismo, comentó que los pantalones originales de Naruto le daban una apariencia infantil así que, para remediarlo, determinó enrollar la parte inferior de los pantalones en sus siguientes diseños, dándole de esta forma un aspecto más maduro.

## Personalidad

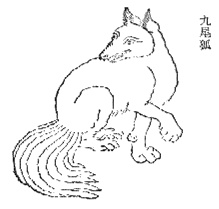
Ilustración del Shan Hai Jing (texto chino de la época pre-Dinastía Qing) donde aparece el Zorro de Nueve Colas, criatura de la mitología china en la cual está basado el bijū que está sellado dentro de Naruto.

Poco después del nacimiento de Naruto, Minato Namikaze, su padre y Cuarto Hokage de la aldea, selló a Kurama, el Zorro de Nueve Colas (九尾の狐 Kyūbi no Yōko?) dentro del cuerpo de su hijo y luego de ello falleció, dejándolo huérfano; por tal motivo, Naruto nunca tuvo una fuente persistente de amor y atención en su infancia. Esto, por otra parte, originó sus anhelos de convertirse en el Hokage de su aldea, a fin de obtener el reconocimiento y respeto de ésta. Para lograr su cometido, Naruto posee una gran determinación, algo que se evidencia con la confianza que tiene en sí mismo, siendo capaz de completar misiones con facilidad, y aunque no siempre logra completarlas todas, los esfuerzos de Naruto tienen éxito conforme transcurre la historia, por ello muchos personajes secundarios consideran que algún día Naruto se convertirá en un excelente Hokage. Sin embargo al principio no le fue fácil a Naruto ser reconocido por sus compañeros, los cuales lo consideraban un perdedor o un fracasado, comparándolo con Sasuke constantemente, lo que le crea una fuerte competitividad que lo ayuda a avanzar, ser perseverante y hacerse tan fuerte como Sasuke.
Desde su infancia, era común que Naruto hiciera bromas para atraer la atención de los demás; inclusive, en una ocasión se transformó en una mujer desnuda al hacer uso del «Oiroke no Jutsu» (おいろけの術 Técnica para adultos?). Adicionalmente a esto, convirtió a Konohamaru en su discípulo, para así enseñarle a realizar sus jutsus y chistes. Posteriormente, el personaje lograría trabar amistad rápidamente con las personas que lo rodean, de manera que, en la segunda parte, su sensei Kakashi señaló que se trataba de un poder único del joven. En la lucha contra Gaara, este último descubre, gracias a Naruto, que la verdadera fuerza reside en la lucha por los amigos, y no en las metas particulares de cada individuo. Tras la muerte de Jiraiya, el protagonista estaba decidido a vengarlo; sin embargo, más tarde decide no hacerlo puesto que eso no era lo que el propio Jiraiya hubiese querido en vida.
A través de su habilidad para cambiar a los demás, Naruto va ganándose a los amigos que le hicieron falta en su infancia. No obstante, sus amistades más prominentes en la serie son sus dos compañeros de equipo, Sakura Haruno y Sasuke Uchiha, llegando a considerar a este último como a un hermano. Si bien Sasuke traiciona a Naruto y al resto de Konoha al final de la primera parte, Naruto sigue manteniendo un apego hacia él. Asimismo, tiene una profunda dedicación hacia Sakura, siendo tan fuerte dicho vínculo que haría cualquier cosa para hacerla feliz, aun cuando esto significara traer algún día a Sasuke de vuelta a Konoha. Cabe mencionar que cuando Naruto era un estudiante de academia, el primero en entablar una relación cercana con él fue Iruka Umino, su primer sensei.

## Historia

### Primera parte

«Hakke no Fūin Shiki» (八卦の封印式), sello mediante el cual el Kyūbi fue encerrado dentro de Naruto.

Como el protagonista de la serie, Naruto aparece en cada temporada y por lo general desempeña un papel destacado en cada una de estas. Durante la primera parte Naruto acompaña al resto del Equipo 7 mientras realizan sus misiones iniciales. Con el tiempo, el personaje va mejorando sus habilidades ninja y persiguiendo sus propias metas. Más tarde, tras una invasión en la Aldea Oculta de Konoha por parte de dos ninjas renegados, Itachi Uchiha y Kisame Hoshigaki, Naruto descubre a Akatsuki, una organización criminal que trata de extraer al Kyūbi de su cuerpo. Si bien Jiraiya impide esto, no es sino hasta la segunda parte que ocurren realmente conflictos entre el jinchūriki y Akatsuki. Cuando Sasuke intenta dejar Konoha e ir en búsqueda del escondite de Orochimaru para ganar más fuerzas, Naruto enfatiza su papel en la historia y, en un esfuerzo por detenerlo, comienzan una batalla donde Sasuke intenta matar a su amigo, aunque al final afirma que no es capaz de hacer tal cosa. Posteriormente, ambos continúan por caminos diferentes; sin embargo, Naruto no se rinde en tratar de traer a Sasuke de vuelta, por lo que deja Konoha para ir a entrenar junto con Jiraiya y así estar preparado para la próxima vez que se encuentre con él.

### Segunda parte
Dos años y medio después, el protagonista regresa a Konoha, mientras que Akatsuki comienza a volverse más activo, llegando a secuestrar a Gaara, quien portaba al Shukaku (一尾?). Al enterarse de esto, Naruto acude a su rescate junto con otros ninjas de su aldea. En la misión, Sakura, con ayuda de Chiyo, tiene una batalla con un miembro de Akatsuki llamado Sasori, quien además resultaba ser el nieto de Chiyo. No obstante, luego de una ardua lucha las kunoichis logran salir victoriosas. Como resultado de su triunfo, Sasori le revela que tiene un espía vigilando a Orochimaru, y que se reuniría con este en el Puente del Cielo y la Tierra, un detalle que podría facilitarles la ubicación de Sasuke. Naruto, Sakura y los nuevos miembros del Equipo 7, Yamato y Sai, utilizan esta pista para encontrar a Sasuke, pero una vez más son incapaces de impedir que este escape. Sintiéndose decepcionados por no haber logrado su objetivo, el Equipo 7 intenta de nuevo encontrar a Sasuke, y aunque casi lo capturan, pierden su rastro y se ven obligados a regresar a casa.
Posteriormente, en la lucha de Jiraiya contra Pain, el sannin muere; previo a ello, este último deja un código que mostraba cómo se podía derrotar a Pain en la espalda del viejo sapo Fukasaku. Una vez que el código llega a la aldea, Naruto, Shikamaru y Kakashi logran descubrir su significado casi por completo. Luego, Fukasaku le ofrece a Naruto llevárselo al Monte Myobokuzan para entrenarlo y enseñarle las técnicas del ermitaño, con las cuales podría vengar la muerte del sannin, así que este acepta. Cuando Pain y Konan invaden la Aldea Oculta de Konoha, Pain se encuentra con Tsunade y este usa una poderosa técnica llamada «Shinra Tensei», la cual destruye casi toda Konoha a través de una gran explosión. Más tarde, Naruto regresa a Konoha y libra una batalla con el Akatsuki. Una vez que el joven logra vencerlo y se convertiría en el Héroe de Konoha, Danzō Shimura es nombrado como el nuevo Hokage, puesto que Tsunade se encontraba inconsciente tras el suceso. En ese mismo momento, el Raikage envía una carta al nuevo Hokage, quien acepta la petición de colocar a Sasuke en el Libro Bingo, en el cual se encuentran escritos los nombres de los criminales más peligrosos. Debido a esto, Naruto decide ir a hablar con el Raikage junto con Kakashi y Yamato para que recapacite sobre dicha decisión. Al no tener éxito hablando con el Raikage, Naruto decide ir a buscar a Sasuke, quien se encontraba cerca del lugar, y al encontrarlo tienen un breve enfrentamiento, pero después de un empate ambos equipos regresan a sus respectivas aldeas. Poco después, Obito Uchiha se revela como Madara Uchiha, quien durante la reunión que los cinco Kages habían realizado para discutir el caso de Sasuke, declara la Cuarta Guerra Ninja. Por ello, los Kages deciden ocultar a Naruto —sin que este se entere de que ha estallado la guerra—, en una isla secreta en el País del Rayo, junto con Killer Bee, el jinchūriki del Hachibi. Mientras ambos se ocultan de Madara, Bee intenta entrenar al joven ninja para que pueda controlar el chakra del Kyūbi. Cuando Naruto se entera de la guerra y que todos sus compañeros se encuentran luchando, el joven y Killerbee deciden unírseles. Durante la guerra,Naruto, Kakashi, Gai y Bee descubren que Tobi en realidad era Obito Uchiha, excompañero del segundo pero que se creyó muerto tras la Tercera Guerra Ninja. Tras una batalla a alto poder en el que Obito obtendría el poder del Diez Colas y acabaría con la vida de Neji Hyuga, este lograría redimir a Obito, el cual se une a la ofensiva de la Alianza Shinobi en contra de un nuevo enemigo: el verdadero Madara Uchiha, rival del Primer Hokage Hashirama Senju y cofundador de la Aldea de la Hoja, para el cual Naruto recibe la ayuda del primer Sabio de los Seis Caminos, Hagoromo Otsustsuki y de Sasuke. Una vez Madara es traicionado, Naruto y Sasuke se unen para luchar contra Kaguya Otsutsuki, a quien también lograrían vencer. Tras dos años de la Guerra Ninja, Naruto, ahora casado con Hinata Hyuga, tendría dos hijos, Boruto Uzumaki y Himawari Uzumaki y se convertiría en el Séptimo Hokage de la aldea.

## Habilidades

Imagen del chakra usando las técnicas del ermitaño.

Debido a que Naruto tiene a Kurama sellado en su interior, es capaz de acceder a una gran fuente de chakra, la cual le permite realizar técnicas ninja que alguien de su edad no podría llevar a cabo. No obstante, es sólo cuando siente ira que recurre a las reservas de chakra del bijū. Una vez que Kurama comparte su chakra con Naruto, este último comienza a tomar la forma del zorro demoniaco. Si bien cada cola que le aparece aumenta drásticamente su fuerza de combate, el jinchūriki comienza a perder el razonamiento, además que puede causarse un considerable daño físico a sí mismo. Naruto aprovecha estas reservas de chakra a lo largo de toda la serie; constantemente, recurre a ellas para realizar el «Kage Bunshin no Jutsu» (影分身の術 Técnica de clones de sombra?), una habilidad que permite crear numerosas copias físicas del ejecutante. Asimismo, gracias a esta misma energía, tiene la capacidad de invocar, mediante el «Kuchiyose no Jutsu» (口寄せの術 Técnica de invocación?), algunas variedades de sapos. Tiempo después, tras aprender a usar las técnicas del ermitaño (仙術 Senjutsu?), puede incluso mejorar su capacidad de obtención de energía natural. Además conforme avanza la historia Naruto adquiría el modo kyùbi que le daría su característica apariencia en llamas amarillas y poco después despertaría el modo senjutsu de los seis caminos, donde se observaría su apariencia en llamas en un traje más largo y su poder incrementado al nivel «rikudo» de un dios.
Una de las mayores técnicas que Naruto ha aprendido es el «Rasengan» (螺旋丸 Esfera espiral?), una esfera de energía que concentra una gran cantidad de chakra. Cuando ejecuta esta técnica, suele crear clones de sombra para que le ayuden a manipular la energía de una manera más adecuada. Además, a través de maniobras realizadas simultáneamente con sus clones de sombra, Naruto infunde el Rasengan con el chakra de elemento viento, dando así como resultado el «Fūton: Rasen Shuriken» (風遁・螺旋手裏剣 Elemento viento: shuriken espiral?), mismo que le permite dañar al oponente de una manera significativa. Cuando logra dominar las técnicas del ermitaño, Naruto aprende a usar correctamente el Fūton: Rasen Shuriken, pudiéndolo lanzar a manera de ataque contra sus enemigos. Del Rasen Shuriken Naruto ha extendido una vasta cantidad de técnicas derivadas de él, la más poderosa es el Rasen shuriken planetario, en el cual mezcla esta técnica con bijüdamas, un tipo de técnica propia de los bijüs con cola, el resultado es un Rasengan capaz de destruir áreas completas. Adicionalmente, ha sido capaz de utilizar otras variaciones de Rasengan con el paso del tiempo.

### Misiones completadas
Durante el transcurso de la historia, Naruto ha realizado un total de diecisiete misiones con el resto del Equipo 7:
- Misiones D: 7
- Misiones C: 1
- Misiones B: 2
- Misiones A: 6
- Misiones S: 1

## Apariciones en otros medios
Además del manga y anime, Naruto ha hecho varias apariciones en otros medios relacionados con la franquicia, y al ser el protagonista de la serie homónima, participa en todas las películas derivadas: en la primera, Naruto la película: ¡El rescate de la princesa de la nieve!, junto a su equipo, tiene la tarea de proteger a unos actores durante el rodaje de una película, luchando contra varios criminales durante el transcurso de la misión. En la segunda, Naruto la película 2: Las ruinas ilusorias en lo profundo de la tierra, recibe la encomienda de unirse con Shikamaru y Sakura en medio de una guerra, en la que también están involucrados algunos miembros de la Aldea Oculta de la Arena y un gran número de guerreros. Mientras que en la tercera adaptación, Naruto la película 3: ¡La gran excitación! Pánico animal en la isla de la Luna, Naruto, Sakura, Lee y Kakashi deben proteger al futuro príncipe del País de la Luna, en la cuarta, Naruto Shippūden: La película, la cual se basa en la segunda parte de la obra, él, Sakura, Lee y Neji tienen que proteger a la sacerdotisa Shion, quien comienza a tener visiones de su muerte. Asimismo, aparece en Naruto Shippūden 2: Kizuna, la quinta película que igualmente se basa en la segunda parte, donde el País del Cielo ataca a la Aldea Oculta de Konoha y, para detener estos ataques, Sasuke y Naruto vuelven a actuar conjuntamente. En Naruto Shippūden 3: Los herederos de la voluntad de fuego, donde la trama se centra en el inicio de una cuarta Gran Guerra Mundial Shinobi cuando ninjas poseedores de Kekkei Genkai comienzan a desaparecer de las cinco principales aldeas ninja, y finalmente, en la séptima película, Naruto Shippūden 4: La torre perdida, en la cual Naruto debe capturar a un ninja renegado.
También está presente en las cinco animaciones originales de Naruto. En la primera, Naruto: En busca del trébol carmesí de 4 hojas, ayuda a Konohamaru a encontrar un trébol de cuatro hojas, en la segunda, Naruto: Batalla en la cascada oculta: ¡yo soy el héroe!, junto a su equipo, escoltan a un ninja llamado Shibuki a su aldea y lo ayudan a luchar contra un cazador, en la tercera, Naruto: ¡Torneo de combates mixtos!, participa en un torneo programado por Tsunade. Mientras que en la cuarta, Naruto: ¡El festival deportivo de Konoha!, participa en un torneo deportivo, y en la quinta animación, Naruto: Caminos Cruzados, aunque ésta se centra principalmente en Sasuke durante el tiempo que estuvo en el Equipo 7. Además, Naruto es un personaje que puede elegirse en todos los videojuegos de la franquicia, entre los cuales se incluyen las sagas Clash of Ninja y Ultimate Ninja. En algunos juegos, es posible desbloquear y jugar con una versión mejorada de Naruto cuando este utiliza el poder del Kyūbi. Asimismo, en Ultimate Ninja puede realizar varias de las técnicas de Rock Lee y Might Guy, mientras utiliza el mismo traje que estos. Así como Naruto Shippūden: Gekitou Ninja Taisen EX es el primer videojuego de la segunda parte en el que Naruto aparece. Por otra parte, existen otros videojuegos en los que el joven lucha contra varios personajes de otros manga y anime; entre estos se encuentran Battle Stadium D.O.N, Jump Super Stars y Jump Ultimate Stars.

## Recepción

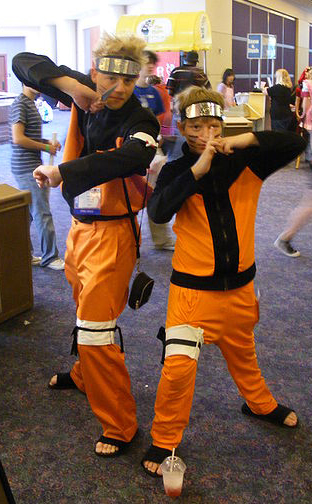
Cosplayers de Naruto con su apariencia en la segunda parte.

En varias encuestas realizadas por la revista Shūkan Shōnen Jump sobre a la popularidad de los personajes de la obra, Naruto ha logrado alcanzar los primeros cinco lugares en repetidas ocasiones, ocupando el primer lugar en dos de ellas. Sin embargo, en el 2006 se realizó la última encuesta hasta ahora, y allí el personaje ocupó el cuarto puesto, siendo solamente superado por Deidara, Kakashi y Sasuke. Se han lanzado a la venta varios accesorios que guardan cierta afinidad con la apariencia de Naruto, incluyendo muñecos de felpa,
Varias publicaciones de manga, anime, videojuegos y otros medios relacionados han elogiado a su vez el personaje; Joe Dodson, de GameSpot, comentó que Naruto vive la vida de un adolescente ideal, aunque por otra parte no tiene padres y es rechazado por los aldeanos de su villa. Carl Kimlinger, un revisor de Anime News Network, consideró a Naruto como «una persona con energía optimista», pero comentó que sus peleas no eran tan buenas como las de otros personajes. Theron Martin —otro revisor de Anime News Network— afirmó que su lucha contra Gaara había sido uno de los mejores momentos de Naruto en la serie, ya que supera los estereotipos de la mayoría de los manga del género shōnen. Holly Ellingwood de Active Anime, describió la batalla entre Naruto y Sasuke como «emocionante, de suspenso y con increíbles secuencias de acción impulsadas por sentimientos amargos». Deb Aoki, de About.com, calificó a Naruto como «un bromista que haría cualquier cosa por llamar la atención». De igual forma, los revisores de Mania Entertainment lo calificaron como un personaje adecuado para la historia, aunque un poco «estúpido y obstinado». No obstante, después de su lucha con Gaara, elogiaron su desarrollo catalogándolo como «un buen héroe». Todd Douglass, revisor de DVD Talk, comentó que le había gustado la personalidad de Naruto, considerándolo como un personaje «juguetón», mientras que Adam Arseneau, de DVD Verdict, señaló que el ego de Naruto «tiene el tamaño de una pequeña montaña». Joseph Szadkowski, de The Washington Times, escribió que Naruto «se había convertido en una sensación de la cultura pop». Los revisores de IGN comentaron que en sus relaciones con Tsunade «hay una excelente química», y con Jiraiya «comparte mucho en común», mientras que con Sasuke «muestra signos de madurez».